# 관화합성자모
관화합성자모(官話合聲字母)는 청나라 말기 문자개혁운동 때 왕자오(王照)에 의해 개발된 중국어를 표음화하기 위해 고안된 표음문자이다. 캉유웨이, 량치차오 등과 함께 청말 개혁운동에 가담하고 있던 왕자오는 개혁 좌절 이후 일본에 잠시 망명했던 시기에 관화합성자모를 발표하였다. 전통적인 한자에 의한 표음법인 반절과 일본어의 가타카나의 구조형식(한자의 편방을 떼는 방법) 절충하여 자음(성모) 50음, 모음(운모) 12음이 편과 방으로 결합하여 한 음절을 이루는 방식이다. 음운은 북방어를 기준으로 한다. 
관화합성자모는 위안스카이 등 당시 유력 정치인과 세력에게 지지받아 중국 허베이성, 산둥성, 산시성, 허난성 북방어 지역에서 널리 보급되었고, 이 문자에 의한 신문도 간행되었으며, 후에는 북방어 이외의 지역에서도 추가로 자모가 덧붙여지면서 세력을 넓혀 갔다. 그러나 왕자오와 연계되어 있던 위안스카이 등 정치 세력이 쇠퇴하자, 관화합성자모의 사용도 함께 순식간에 배척받게 되었다. 그러나 이후에도 관화자모는 한자를 이용한 중국어 표음운동에 영향을 주었으며, 현재도 중화민국에서 사용하고 있는 주음부호에도 영향을 미쳤다.